# Saint-Antonin, Alpes-Maritimes

Saint-Antonin este o comună în departamentul Alpes-Maritimes din sud-estul Franței. În 1 ianuarie 2022 avea o populație de 84 de locuitori.